# 朱振國
朱振國，MBG（1974年8月20日—），前香港警員，1995年9月25日加入警隊，警察編號33942，於2005年執勤時遇刺而癱瘓成植物人。

## 家庭背景
朱振國亡父多年，家有一母一姊和一弟。已婚，與妻子蔡燕萍育有女兒朱曉彤，2015年完成香港中學文憑考試後，由警隊福利官安排，在澳洲某大學攻讀設計系。

## 事發經過
駐守深水埗警署軍裝巡邏小隊的朱振國於2005年7月19日在深水埗保安道市政大廈外時，遇上意圖打劫的懷刀疑犯廖智勇。朱遂上前截查其身份證明文件時，被疑犯以生果刀割喉，左邊頸項被刺中。及後朱負傷奮勇窮追匪徒50米，最終不支昏倒。幸好途經有市民按住其大動脈，得以保住性命。可是朱振國遭割斷大動脈，引致失血過多從而腦缺氧，成植物人至今，且近年身體情況逐漸轉差。
朱妻希望朱振國能夠得到較好的治療，惟事發後大半年用盡各種中西醫療法，包括針灸、推拿，對病情未有任何進展。朱妻希望朱可以返回中國大陸尋找治好火車意外事件以致癱瘓的鳳凰衛視的主播劉海若，於北京宣武醫院擔任腦神經外科主任凌鋒教授助診，嘗用高壓氧治療。

## 審判
本案23歲的兇徒廖智勇有人格障礙，案發時無業，承認藏械及蓄意傷人兩項罪，2006年4月案件於高等法院審訊，法官斥責被告完全漠視法紀，法庭應予嚴懲，判被告入獄6年。廖智勇的家屬對傷者家屬說「對不起」，朱振國母親及妻子不接受道歉。
律政司認為判刑太輕，申請覆核，獲上訴庭接納，2007年1月廖被改判入獄10年。
2011年4月，服刑5年9個月的廖智勇透過懲教署「監管下釋放計劃」獲得假釋，出獄後有記者追訪，發現他重投社會，於寵物店工作。

## 近年情況
朱振國曾被送到廣州接受高壓氧治療，朱老太說當時他的情况曾轉好，四肢痙攣程度減輕，及後返回香港入住黃大仙醫院，無奈醫院人手較少，治療方式不同，使到朱的情況愈下，手腳痙攣再次嚴重。縱然現時雙眼可以睜開，可對外界刺激已無反應，喪失認人以及說話能力，須靠插進胃喉進食，每天只能在旁人攙扶下坐起約半句鐘。
現時，朱振國於黃大仙醫院接受治療中，接受包括由腦科醫生、物理治療師、職業治療師及言語治療師所組成的醫療團隊的復康治療，健康情況穩定。朱老太表示，朱的治療費用全由香港政府負責，另外每月有1萬多港元津貼，警隊福利部及人事服務及職員關係科亦時有人員探望。

## 新聞事件
2006年3月7日，香港警務處處長李明逵第三次到廣華醫院探望，得到香港傳媒的再次關注及報導。香港政府同意再次考慮朱振國家人的訴求。
2006年3月8日，治好劉海若的醫生凌鋒考慮來港。
2006年4月10日，有華佗之稱的凌鋒親身到港，為癱瘓病榻達九個月的朱振國帶來新希望。
2006年4月12日，凌鋒向外界稱有信心醫好朱振國。
2006年7月1日，朱振國獲特區政府頒授金英勇勳章。
2008年2月19日，警務處處長鄧竟成北上廣州探望朱振國，於翌星期返港繼續接受高壓氧治療。
2016年8月25日，朱振國家人擬起訴行兇者廖智勇，並追討賠償，但廖智勇已經破產，無法作出賠償，最後由政府提出代表廖智勇給予朱振國家人一筆金錢作和解，朱振國家人拒絕透露金額，又表示不會原諒廖智勇。

## 獲頒榮譽
- （2006年）金英勇勳章